# Metals
Pour les articles homonymes, voir Metal (homonymie).
Albums de Feist
The Reminder
(2007)
Metals est le quatrième album solo de Feist, sorti en 2011.
En 2012, elle gagne le prix de musique Polaris avec Metals.

## Titres de l'album
| 1.    | The Bad In Each Other       | Leslie Feist                         | 4:44 |
| 2.    | Graveyard                   | Leslie Feist, Mocky, Chilly Gonzales | 4:17 |
| 3.    | Caught a Long Wind          | Leslie Feist, Mocky, Chilly Gonzales | 4:54 |
| 4.    | How Come You Never Go There | Leslie Feist                         | 3:24 |
| 5.    | A Commotion                 | Leslie Feist                         | 3:53 |
| 6.    | The Circle Married the Line | Leslie Feist, Brian LeBarton         | 3:22 |
| 7.    | Bittersweet Melodies        | Leslie Feist, Mocky                  | 3:56 |
| 8.    | Anti-Pioneer                | Leslie Feist                         | 5:33 |
| 9.    | Undiscovered First          | Leslie Feist                         | 4:58 |
| 10.   | Cicadas and Gulls           | Leslie Feist                         | 3:16 |
| 11.   | Comfort Me                  | Leslie Feist                         | 4:04 |
| 12.   | Get It Wrong, Get It Right  | Leslie Feist                         | 3:39 |
| 49:58 |                             |                                      |      |

## Charts mondiaux
| Pays              | Meilleure position | Certification | Vente  |
| ----------------- | ------------------ | ------------- | ------ |
| Australie         | 17                 |               |        |
| Autriche          | 11                 |               |        |
| Belgique Flandres | 7                  |               |        |
| Belgique Wallonie | 18                 |               |        |
| Canada            | 2                  | Platine       | 80 000 |
| France            | 9                  |               |        |
| Allemagne         | 6                  |               |        |
| Portugal          | 21                 |               |        |
| Suède             | 18                 |               |        |
| Suisse            | 9                  |               |        |
| Royaume-Uni       | 28                 |               |        |
| États-Unis        | 7                  |               |        |